# District 9
District 9 este un film sud-african din 2009, science-fiction, thriller regizat de Neill Blomkamp după un scenariu scris de Blomkamp și Terri Tatchell. Producătorii filmului sunt Peter Jackson și Carolynne Cunningham. În film interpretează Sharlto Copley, Jason Cope și David James. Filmul a câștigat în 2010 Premiul Saturn pentru cel mai bun film internațional prezentat la Academy of Science Fiction, Fantasy & Horror Films și a fost nominalizat la 4 premii Oscar în 2010. Filmul este o adaptare a Alive in Joburg, un film scurt din 2005.

## Povestea
Cu 30 de ani în urmă, extratereștrii au luat contact pentru prima dată cu omenirea. Toată suflarea Pământului a așteptat atacuri ostile sau avansuri tehnologice uriașe. Niciuna dintre acestea nu a venit. În schimb, extratereștrii erau refugiați; ultimii supraviețuitori ai lumii lor naufragiați pe Pământ. Creaturile au fost plasate în ghetouri speciale create în Africa de Sud, iar pe măsură ce națiunile lumii întârzie să ajungă la un conses cu privire la soarta noilor oaspeți, răbdarea extratereștrilor începe să se termine.

## Distribuția
- Sharlto Copley este Wikus van de Merwe
- Jason Cope este Christopher Johnson, un extraterestru
- David James este Colonel Koobus Venter
- Eugene Khumbanyiwa este Obesandjo
- Louis Minnaar este Piet Smit
- Mandla Gaduka este Fundiswa Mhlanga
- Vanessa Haywood este Tania Smit van de Merwe, soția lui Wikus
- Robert Hobbs este Ross Pienaar.
- Kenneth Nkosi este Thomas
- Nathalie Boltt este Sarah Livingstone, sociolog
- Sylvaine Strike este Katrina McKenzie
- John Sumner este Les Feldman
- Nick Blake este Francois Moraneu
- Jed Brophy este James Hope
- Vittorio Leonardi este Michael Bloemstein
- Johan van Schoor este Nicolaas van de Merwe, tatăl lui Wikus
- Marian Hooman este Sandra van de Merwe, mama lui Wikus
- Stella Steenkamp este Phyllis Sinderson
- Tim Gordon este Clive Henderson, entomolog
- Jonathan Taylor este un Doctor.
- Nick Boraine este Lt. Weldon, mâna dreaptă a Colonel Venter